# Theodor Fuchs
Pour les articles homonymes, voir Fuchs.
Theodor Fuchs (né le 15 septembre 1842 à Eperies, comitat de Sáros, mort le 5 octobre 1925 à Steinach am Brenner, Tyrol) est un géologue, paléontologue et conservateur de musée autrichien.
Theodor Fuchs a travaillé pour le Cabinet royal de Minéralogie puis au musée d'histoire naturelle de Vienne, surtout pour le département de géologie et de paléontologie. Il s'intéressait aux dépôts tertiaires de la Méditerranée et du bassin de Vienne. Il était professeur à l'Université de Vienne et membre de l'Académie autrichienne des sciences.
Il a milité pour la propagation de l'espéranto, donnant des conférences et publiant des brochures sur ce projet de langue internationale : il a traduit en partie « Le Visage de la Terre » (Das Antlitz der Erde) de son collègue Eduard Suess en espéranto, et le poème La vojo de Zamenhof en allemand.
Ses papiers sont conservés aux archives scientifiques du Musée d'Histoire Naturelle de Vienne.
Membre de la famille Fuchs, il est le fils d'Albert Fuchs (hu) et de Lujza Munyay (1826-1857).

## Publications sélectionnées
- Die Conchylienfauna der Eocaenbildungen von Kalinowka, im Gouvernement Cherson im südlichen Russland, 1869 ; La faune des conques dans les strates de l'Éocène  à Kalinovka, dans le gouvernorat de Kherson en Russie méridionale.
- Beitraege zur Geologie und Palaeontologie der libyschen Wüste und der angrenzenden Gebiete von Aegypten, 1883 (avec Karl Alfred von Zittel) ; Contributions à la géologie et à la paléontologie du désert libyen et des régions proches en l'Égypte.
- Studien über Fucoiden und Hieroglyphen, 1895 ; Études sur les fucoïdes et les hiéroglyphes.
- Über einen Versuch die problematische Gattung Palaeodictyon auf mechanischem Wege künstlich herzustellen, 1905 ; Sur une tentative de produire artificiellement des tunnels formés par le genre problématique Paléodictyon.
- Wissenschaft und religion. Eine naturwissenschaftlich-philosophische studie, 1911 ; Science et religion. Une étude scientifique et philosophique[1].

Theodor Fuchs a été un partisan de l'Esperanto ; en 1912 il a traduit le chapitre introductif de l'ouvrage d'Eduard Suess Das Antlitz der Erde ("Le visage de la Terre") en La vizaĝo de la tero.